# Stefan Franczak

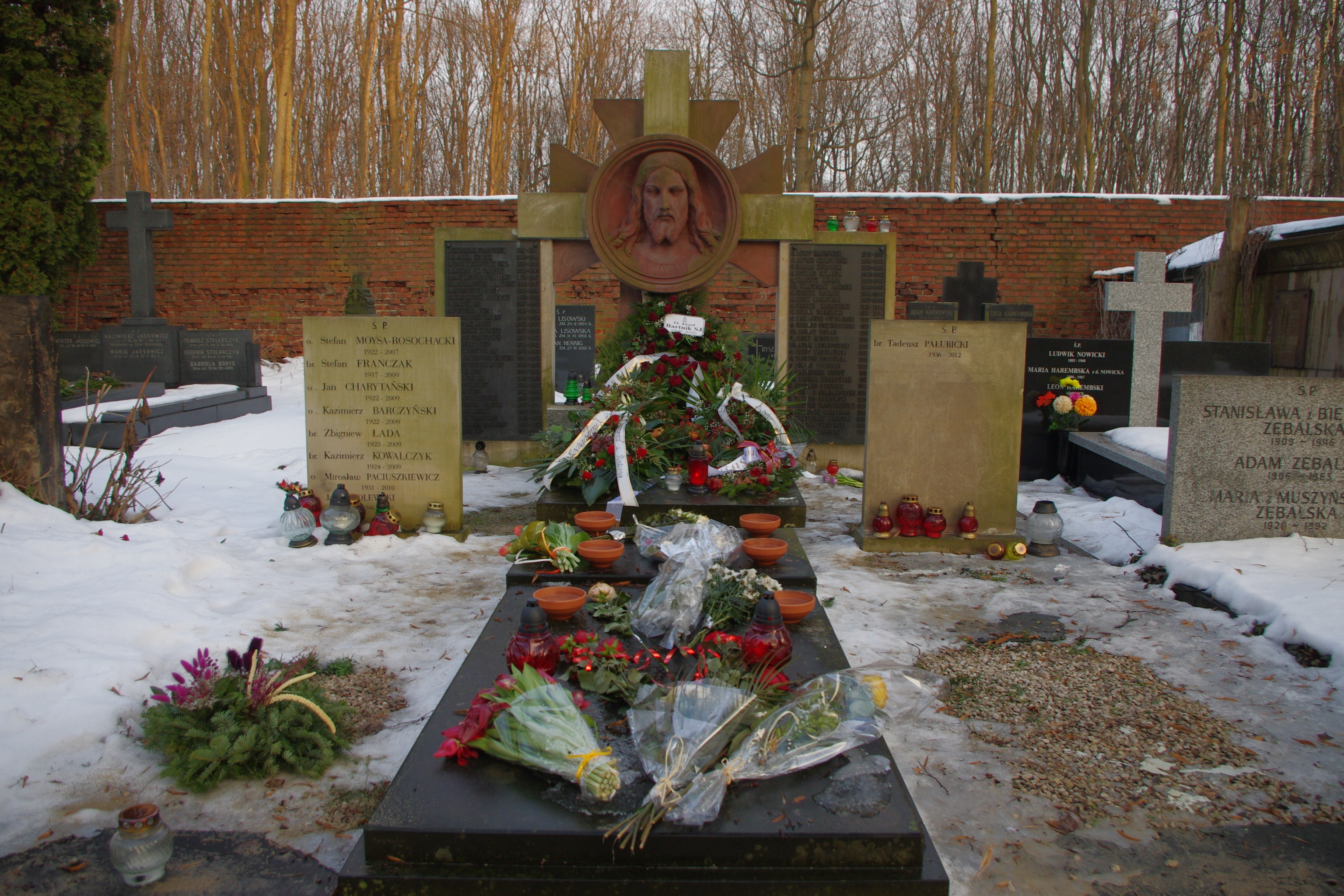
Grobowiec Zgromadzenia Jezuitów na cmentarzu Powązkowskim w Warszawie

Stefan Franczak (1917–2009) – polski jezuita, brat zakonny, znany hodowca powojników i liliowców.

## Życiorys
Pochodził z rodziny rolniczej. W 1938 ukończył szkołę rolniczą w Kępnie, w 1946 Szkołę Hodowli Zwierząt w Liskowie koło Kalisza. Dwa lata później wstąpił do jezuitów. Po nowicjacie został skierowany na placówkę do Warszawy, gdzie zajął się ogrodem klasztornym kolegium przy ulicy Rakowieckiej.
Zaczął zajmować się hodowlą nowych odmian powojnika w latach 60. XX wieku. Nazwał przeszło 80 odmian, zarejestrował ponad 60. Opisywane były i są w najważniejszych periodykach ogrodniczych na świecie: w Stanach Zjednoczonych, Kanadzie, Szwecji, Wielkiej Brytanii i Polsce.
Został pochowany w grobowcu Jezuitów na cmentarzu Powązkowskim w Warszawie (kwatera 216-5/6-1/2).

## Uznanie środowiska ogrodniczego
Trzy odmiany wyhodowane przez warszawskiego jezuitę – Błękitny Anioł, Polish Spirit i Warszawska Nike – otrzymały brytyjską nagrodę Award of Garden Merit Królewskiego Towarzystwa Ogrodniczego (ang. Royal Horticulture Society).
Dorobek brata Franczaka cieszy się szacunkiem i uznaniem również na Dalekim Wschodzie. 

Znamy tylko trzech sławnych Polaków: Fryderyka Chopina, Jana Pawła II i Brata Stefana Franczaka. W Japonii jest około 10 milionów miłośników powojników, większość z nich zna imię Brata Stefana Franczaka i ceni doskonałość jego odmian. Niemal wszyscy uprawiają jakieś odmiany powojników wyhodowane przez niego

## Ordery i odznaczenia państwowe
- Krzyż Komandorski Orderu Odrodzenia Polski (2009, za wkład w światowy dorobek ogrodnictwa oraz propagowanie Polski za granicą)[3]

## OdmianyClematiswyhodowane przez Stefana Franczaka
- Błękitny Anioł
- Kardynał Wyszyński
- Warszawska Nike
- Polish Spirit
- Westerplatte
- Emilia Plater
- Kacper
- Jan Paweł II
- Matka Urszula Ledóchowska
- Bałtyk
- Dorota
- Monte Cassino
- Fryderyk Chopin
- Matka Siedliska
- Anna Karolina
- Danuta
- Dominika
- Sympatia
- Syrena
- Marcelina
- Słowianka
- Solina
- Czarna Madonna
- Juliusz Słowacki
- Monika